# Troy Andersen
Troy Andersen (* 23. April 1999 in Dillon, Montana) ist ein US-amerikanischer American-Football-Spieler auf der Position des Linebackers. Er spielt seit 2022 für die Atlanta Falcons in der National Football League (NFL).

## Frühe Jahre
Andersen ging in seiner Geburtsstadt Dillon, Montana, auf die Beaverhead County Highschool. Hier spielte er für das Highschoolfootballteam auf der Position des Quarterbacks und des Safeties. Zwischen 2017 und 2021 besuchte er die Montana State University, wo er für das Collegefootballteam zunächst als Runningback und Linebacker eingesetzt wurde. Später wurde er auch ersatzweise als Quarterback eingesetzt. In seinem letzten Collegejahr wurde er zum Big Sky-Defensive Player of the Year ernannt.

## NFL
Troy Andersen wurde im NFL Draft 2022 in der zweiten Runde an 58. Stelle von den Atlanta Falcons ausgewählt. Seine erste Profisaison beendete Andersen mit 69 Tackles und einem verteidigten Pass.
In seiner zweiten NFL-Saison wurde er, auf Grund einer Schulterverletzung, nach dem dritten Spieltag auf die Injured Reserve List gesetzt, was sein Saisonaus bedeutete.
Am vierten Spieltag der NFL-Saison 2024 fing er eine Interception, welche er nach 47 Yards zu einem Touchdown zurücklief. Außerdem erzielte er 16 Tackles. Für diese Leistung wurde er zum Defensive Player of the Week ernannt.

## Persönliches
Anderson ist der Cousin von MLB-Baseballspieler Codi Heuer. Andersen absolvierte die Universität mit einem Abschluss in Agribusiness.